# Пригориця
Пригориця (словен. Prigorica) — поселення в общині Рибниця, регіон Південно-Східна Словенія, Словенія.